# 南海十三郎
江譽鏐（1910年3月3日—1984年5月6日），又名江譽球、黃標，字絳霞，號小蘭齋主，別號南海江楓，藝名南海十三郎，人稱江十三、十三哥，於廣州出生，祖籍廣東南海縣張槎下塱村，乃1930年代粵港著名粵劇劇作家。代表作包括《心聲淚影》、《女兒香》、《燕歸人未歸》等。弟子有袁準、唐滌生等。育有一女黃菊霜。江譽鏐為清末翰林江孔殷太史第十三子，且為影星梅綺和食家江獻珠的叔父。

## 生平
江譽鏐乃清末翰林江孔殷太史第十三子。母親為江孔殷第六房妾杜秀蘭，於廣州黃沙叢桂西街分娩後去世。 後江譽鏐由伯母周氏養育，兩歲曾跟江孔殷遷往香港堅道七十五號，不久回到位於廣州河南同德里的太史第居住。 江譽鏐幼年於太史第內的「蘭齋私塾」讀書，師從名儒何天輔、陳桂生等習經史；十歲入讀南武小學，師從胡鳳昌等；此後江譽鏐先後入讀私立嶺南大學附屬中學、廣州私立中德中學、香港預科書院、香港華仁書院，再考入香港大學修讀醫科。 其中，江譽鏐早於廣州求學期間已因學校宗教背景而信奉基督教並受洗成為教徒。
1924年，香港預科書院邀請「寰球樂劇團」義演，班主何浩泉延請江譽鏐編劇，江氏遂將莎士比亞的喜劇《皆大歡喜》改編成粵劇《寒夜簫聲》，亦為其所編撰的第一齣粵劇劇本。
1929年，江譽鏐加入由粵劇名伶薛覺先所創立「覺先聲劇團」的第一屆戲班，並起藝名「南海十三郎」。同年自香港大學退學，打算轉校到北平協和醫學院，後因故留居上海，直至1932年回廣州。1930年，憑劇作《心聲淚影》揚名省港。1938年，廣州淪陷，江氏跟隨家人逃難至香港，曾與某女子同居並生下一女，後來起名黃菊霜。翌年，江氏受趙如琳邀請到廣東，加入省立藝術院編撰《平戎帳下歌》等抗日粵劇。1940年，時任廣東省政府主席李漢魂聘請江氏擔任「戰時粵省參議」，江氏則自改名號為「南海江楓」。翌年，北上曲江，與關德興（藝名「新靚就」）合作編劇。1945年8月，回廣州。不久，有朋友請江氏到香港辦報；半年後，又乘坐火車回廣州，途經蘿崗時，他突然遭人推倒並跌傷頭部及脊骨，後被送往河南廣州市紅十字會醫院留醫。
1949年，江譽鏐回到南海縣鄉下居住；同年冬天，又赴香港中環，於皇后大道中鹿角酒店（現址為鹿角大廈）居住，後曾遷居到灣仔分域街、軒尼詩道附近。1953年、1959年，曾兩度被送往高街精神病院。1961年，曾被送往青山醫院，翌年三月出院。當時，江譽鏐每每由其侄女兼當時已為新約教會創辦人的江端儀送其進精神病院接受治療。江譽鏐亦曾因於香港街頭流浪及屢屢進出精神病院等經歷，並受江端儀影響，而一度再次信奉基督教。 1964年，為《工商晚報》等撰寫專欄文章，後於2017年由香港作家及粵劇學者朱少璋輯為《小蘭齋雜記》三冊。1970年，江氏得佛教大光中學（現址為大光德萃書院）創辦人慈祥法師向大嶼山寶蓮禪寺時任住持筏可和尚引薦，筏可憐江氏流離失所，遂准許其留住寶蓮寺，並予以接待員（俗稱「知客」）一職，專事招待外賓，導遊寺內名勝。1976年，又曾被送往青山醫院。1984年，江氏因患普通科病，由青山醫院轉送往瑪嘉烈醫院，後於5月6日在該院去世，享年74歲。

## 與唐滌生的關係
就南海十三郎與香港粵劇劇作家唐滌生是否具有師徒關係，一直眾說紛紜。1983年，曾與唐滌生共事的香港粵劇編劇梁山人，在接受香港電台節目《唐滌生戲曲迴響》時，曾指出唐滌生的師父是馮志芬和南海十三郎，而該節目主持人也確認一次說是唐滌生遺孀鄭孟霞也指南海十三郎是唐滌生的師父，另一位曾與唐滌生共事的粵樂作家王粵生也呼應此說。 然而，此後有人不認同南海十三郎是唐滌生的師父一說，例如曾幫南海十三郎抄過曲的江河，便以「二次大戰前，人人都叫十三郎『十三哥』，唐君（唐滌生）也這樣稱呼他。和平之後，十三郎回港，唐滌生也叫他『十三哥』，及至唐氏稍為知名的時候，哥也不叫，改口叫『十三』。〔……〕十三郎叫唐叔做『阿唐』，而阿唐就叫他『十三』，叫得非常親切，他們是朋友，不是師生。」認為二人並非具有師徒關係。
為此，香港作家及粵劇學者朱少璋蒐集南海十三郎於1960年代為《工商晚報》等報章撰寫的專欄文章，並輯為《小蘭齋雜記》三冊，於2017年出版。唐滌生於1959年病逝，而據《小蘭齋雜記》所載，南海十三郎曾在1960年代多次於其專欄文章中書明「弟子唐滌生」。故此，朱少璋認為唐滌生的師父除馮志芬外，另一位是南海十三郎；但同時也看不出南海十三郎及唐滌生在劇藝承傳方面有明顯的關係。 2021年，粵劇名伶阮兆輝指根據南海十三郎的文字材料，確實顯示他曾稱呼唐滌生為弟子，也憶述南海十三郎曾有親口指點唐滌生，然而二人有否進行拜師儀式則不得而知。 2024年，香港粵劇學者陳守仁則在其著作《唐滌生創作傳奇（增訂版）》中，論證唐滌生確為馮志芬徒弟，並認為在一向「論資排輩」的粵劇戲班中，唐滌生應為南海十三郎的徒孫，但沒有明確證據證明唐滌生曾受南海十三郎的指導。:46-47

## 作品

### 粵劇
- 「寰球樂」劇團：《寒夜簫聲》
- 「覺先聲」劇團：《心聲淚影》、《紅粉金戈》、《引情香》、《秦淮月》、《梨香院》、《明月香衾》、《紫薇花對紫薇郎》、《花魂春欲斷》等
- 「大江南」劇團：《明宮英烈傳》、《殘花落地紅》、《莫問儂歸處》等
- 「玉堂春」劇團：《血染銅宮》等
- 新一屆「覺先聲」劇團：《銅城金粉盜》、《誰是負心人續篇》、《女兒香》、《惜花不護花》、《半生脂粉奴》、《花市》、《春思落誰多》、《幽香冷處濃》、《咬碎寒關月》、《無價春宵》等
- 「義擎天」劇團：《七十二銅城》、《燕歸人未歸》、《天涯歌女》、《漂泊王孫》、《花落春歸去》、《血債血償》、《義結擎天》、《無情了有情》、《古塔可憐宵》等
- 「萬年青」劇團：《渴飲匈奴血》、《去年今夕》等
- 「興中華」劇團：《白虎戲玄壇》、《燕市鐵蹄紅》、《八陣圖》、《太平天國》、《金鳳池與年羹堯》等
- 「大羅天」劇團：《黃浦月》等
- 「勝光明」劇團：《花債何時了》等
- 「太平」劇團：《太平山傳奇》、《啼笑皆非》、《赤馬雲鬟》等
- 「錦添花」劇團：《伏姜維》、《明宮英烈傳》、《海上紅鷹》、《跨海屠龍》、《紅俠》、《橫斷長江水》、《莫負少年頭》等
- 「勝利年」劇團：《紫塞梅花》、《五代殘唐》、《萬世才人》、《海角孤臣》、《平戎帳下歌》、《從戎續舊歌》等
- 「關德興粵劇宣傳團」：《節義春秋》、《燕歌行》、《陳子壯》、《洪宣嬌》等
- 其他：《梳洗望黃河》、《江南廿四橋》、《銀鎧半脂香》、《美人關是鬼門關》、《香化復仇灰》、《李香君》、《梁紅玉》、《孤城血花淚》、《情央夜未央》、《天下賤丈夫》、《孔雀東南飛》、《趙飛燕》、《劉伯溫》、《桃花扇底兵》、《仙境曇花》等

### 電影
- 《寂寞的犧牲》（1929，編劇）
- 《女兒債》（1936，編劇、導演）
- 《萬惡之夫》（1937，編劇、導演）
- 《百戰餘生》（1937，編劇、導演）
- 《公子哥兒》（1937，編劇）
- 《最後關頭》（1938，編劇、導演）
- 《女兒香》（1939，編劇、導演）
- 《一代名花花影恨》（1940，編劇、導演）
- 《夜盜紅綃》（1940，編劇、導演）
- 《趙子龍》（1940，編劇、導演）
- 《花街神女》（1941，編劇）
- 《天涯慈父》（1941，編劇）
- 《新女兒香》（1953，編劇）
- 《南國麗人》（1958，演員）
- 《心聲淚影》（1962，編劇）
- 《一寸山河一寸血》（1972，演員）

## 軼事
以下所列南海十三郎軼事，乃據《小蘭齋雜記》及《滄桑太史第》按時間順序摘錄：
- 1920年初，江譽鏐於南武小學讀書期間，曾因得罪校長朋友，並放火燒掉校長的蚊帳，被校長開除出校。
- 1930年代，南海十三郎名揚省港後，每有十三郎所編之粵劇，都會先主動以刊登「南海十三郎」之大名，連紅極一時的大老倌薛覺先的名字也要置於其後。
- 1930年代中，薛覺先曾親臨太史第，特意答謝十三郎。薛覺先身穿藍布長衫，其後有一群樂手跟隨，並由十三郎帶入大廳品嚐太史五蛇羹。用膳後，薛覺先親自高歌一曲，乃十三郎所撰首本名劇《心聲淚影》之主題曲《寒江釣雪》。
- 1934年，《春秋》雜誌的衛春秋撰寫了一篇影射江太史一家的小說《春深太史第》。江孔殷一查之下，發現原來是十三郎將太史第的醜聞洩露予當時《華僑日報》副刊編輯楊大明，楊大明又告知衛春秋，再經衛春秋添鹽着醋，遂寫成《春深太史第》。後江孔殷以《中庸》及「江氏祖訓」教訓十三郎。
- 1935年，十三郎因拍攝電影《女兒債》而認識女演員林雪蝶，感情漸深，後兩家訂婚，林雪蝶亦自號「十三娘」。但最後二人因性格不合，並無成親。
- 1940年代，編劇任護花[註 10]編寫艷情粵劇「勞軍」，而任妻亦有演出任氏所編的艷情劇並跳香艷舞，露出大腿。十三郎閱後發怒，當眾指斥任護花。後來，十三郎向時任廣東省政府主席李漢魂提出，禁止為軍隊演出艷情劇。但當時軍隊乃由余漢謀主理，所以李氏亦無法滿足十三郎的要求。實則早於1930年代，十三郎已曾跟任護花開始「文鬥」：任氏編《怒吞十二城》，十三郎則編《江南廿四橋》；任氏再編《三十六迷宮》，十三郎則再編《七十二銅城》。
- 1953年10月26日，十三郎於皇后大道中高陞茶樓附近的十字路口，向行人大聲演講，內容談及時政，引來大批人圍觀。警察遂把他帶到灣仔二號差館問話，後經警方判斷為精神病發作，曾轉送他入高街精神病院。
- 1960年代，十三郎曾打電話報警，向駐守灣仔的警察報案指他的鞋不見了。警察問十三郎誰人偷了，他指有兩人行事，但警察不敢拘捕他們：皆因偷他左鞋的是毛澤東，偷右鞋的則是蔣介石，故自己「左右都唔行得」（「左右也走不得」）[註 11]。

另外，粵劇名伶阮兆輝亦曾憶述有關十三郎的軼事，包括：
- 十三郎晚年的外表和形象，絕非如話劇及影視改編作品等描述為披頭散髮、蓬頭垢面、骯髒齷齪。阮兆輝曾與十三郎本人親身接觸，形容其外表具數項特點：佩戴圓框眼鏡、雙目炯炯有神、滿臉鬍鬚、身穿舊西裝並繫有領帶，但絕非不修邊幅。此外，十三郎在天氣炎熱時也常常拿著乾濕外套，又時常手執報紙，多數為其私自儲下的舊報紙。另外，十三郎的鞋邊總墊著一些用以製成硬身紙製小煙盒的紙。
- 1950年代，薛覺先或見十三郎於灣仔一帶生活潦倒，遂曾以金錢接濟之，然多為間接形式。薛覺先曾交付500港元紙幣予粵劇名伶尤聲普，囑咐尤氏為十三郎添置新衣，好讓其看起來更為光鮮。尤氏遂先帶十三郎到旺角浴德池洗澡，後替十三郎購買一些二手西裝。事後，尤氏乃將剩餘款項交予十三郎，十三郎則把這些錢換成5元紙幣，再隨街派予乞丐。
- 1950年代，十三郎曾趁交通警察於晚上下班後，於灣仔大佛口十字路口旁的中華循道公會香港堂（俗稱「紅磚禮拜堂」）外的有蓋交通警察站崗上，向途人大聲演講。灣仔二號差館曾派警員拘捕他，但十三郎進警署後，又以流利英語與外籍警官交談。及後，一些警察即使再遇上類似情況，亦不再拘捕十三郎，以免自找麻煩。

## 相關改編作品
江譽鏐的生平事蹟廣為流傳，1993年被杜國威改編成為舞台劇《南海十三郎》，並在香港上演，由謝君豪飾演南海十三郎。 由於這套舞台劇非常受歡迎，所以後來被改編成1997年香港電影《南海十三郎》，由高志森導演及監製，同由謝君豪飾演南海十三郎。 1999年，又被亞洲電視再改編成電視劇《南海十三郎》，由林韋辰飾演南海十三郎。
2022年，高志森和廣東佛山粵劇院將江譽鏐的生平事蹟改編成粵劇《南海十三郎》，並於同年6月14日假佛山瓊花劇院首演。 該劇由李江崊飾演南海十三郎。

## 相關書目

### 生平傳記
- 南海十三郎著、朱少璋編訂：《小蘭齋雜記》。香港：商務印書館（香港）有限公司，2017年。[註 12]
- 江沛揚：《滄桑太史第》。廣州：花城出版社，2016年。
- 江獻珠：《蘭齋舊事與南海十三郎》。香港：萬里機構，2004年。
  - 江獻珠：《鐘鳴鼎食之家：蘭齋舊事與南海十三郎》。廣州：廣東教育出版社，2010年。
  - 江獻珠：《蘭齋舊事與南海十三郎》（紀念版增訂本）。香港：萬里機構，2014年。
- 廖雲：《南海十三郎之正傳》。香港：科華圖書出版公司，2001年。

### 粵劇作品
- 南海十三郎著、朱少璋編訂：《香如故：南海十三郎戲曲片羽》。香港：商務印書館（香港）有限公司，2018年。[註 13]

### 改編劇本
- 杜國威：《南海十三郎》（杜國威舞台劇本全集）。香港：次文化堂，1995年。

## 外部連結
- 南海十三郎在互联网电影资料库（IMDb）上的資料（英文）
- 南海十三郎 (1996) | 中文電影資料庫 （页面存档备份，存于）
- 香港書展2016：南海十三郎的傳奇人生（阮兆輝主講、朱少璋主持；2016年7月26日） （页面存档备份，存于）
- 香港書展2018：搗麝成塵 ─ 十三郎劇作與梨園回憶（新劍郎主講、朱少璋主持；2018年7月20日） （页面存档备份，存于）
- 香港電台文教組製作《有聲好書》節目：謝君豪錄製南海十三郎《小蘭齋雜記》有聲書第一集（2020年） （页面存档备份，存于）
- 阮兆輝為一桌兩椅慈善基金拍攝影片，談及南海十三郎生平事蹟：
  - 南海十三郎曾經幫過大龍鳳。。。？(上)（2020年8月22日） （页面存档备份，存于）
  - 南海十三郎傳奇事件簿(2) 同場加映一叔陳錦棠有個咁好嘅徒弟？（2020年8月25日） （页面存档备份，存于）
  - 你問輝哥答 - 唐滌生是否南海十三郎的弟子？葉紹德德叔又同唐滌生是什麼關係?（2021年7月20日） （页面存档备份，存于）
- 香港演藝學院校友會精英校友分享: 謝君豪．十三郎．廿載台板結義 Part 1（2017年10月18日） （页面存档备份，存于）
- 香港演藝學院校友會精英校友分享: 謝君豪．十三郎．廿載台板結義 Part 2（2017年10月18日） （页面存档备份，存于）
- 謝君豪就飾演南海十三郎的訪問（2023年2月1日） （页面存档备份，存于）